# Cykling under sommer-OL 2016 – Keirin (damer)
Damernes keirin ved sommer-OL 2016 blev afholdt i Rio Olympic Velodrome den 13. august. 

## Medaljefordeling
| Medaljevindere         | Medaljevindere               | Medaljevindere           | Medaljevindere |
| ---------------------- | ---------------------------- | ------------------------ | -------------- |
| Guld                   | Sølv                         | Bronze                   |                |
| Elis Ligtlee · Holland | Becky James · Storbritannien | Anna Meares · Australien |                |

## Resultater

### Forsøgsheat
1. heat
| # | Rytter               | Nationalitet | Tid     | Bemærkning     |
| - | -------------------- | ------------ | ------- | -------------- |
| 1 | Kristina Vogel       | Tyskland     |         | Q              |
| 2 | Anna Meares          | Australien   | + 0.002 | Q              |
| 3 | Martha Bayona Pineda | Colombia     | + 0.066 | Opsamlingsheat |
| 4 | Anastasija Vojnova   | Rusland      | + 0.186 | Opsamlingsheat |
| 5 | Gong Jinjie          | Kina         | + 0.368 | Opsamlingsheat |
| 6 | Monique Sullivan     | Canada       | + 0.411 | Opsamlingsheat |

2. heat
| # | Rytter              | Nationalitet | Tid     | Bemærkning          |
| - | ------------------- | ------------ | ------- | ------------------- |
| 1 | Lee Wai Sze         | Hongkong     |         | Q                   |
| 2 | Zhong Tianshi       | Kina         | + 0.212 | Q                   |
| 3 | Darja Sjmeleva      | Rusland      | + 1.267 | Opsamlingsheat      |
| 4 | Laurine van Riessen | Holland      | + 3.929 | Opsamlingsheat      |
|   | Tania Calvo Barbero | Spanien      |         | DNF, Opsamlingsheat |
|   | Virginie Cueff      | Frankrig     |         | DNF, Opsamlingsheat |
|   | Olivia Podmore      | New Zealand  |         | DNF, Opsamlingsheat |

3. heat
| # | Rytter             | Nationalitet   | Tid     | Bemærkning     |
| - | ------------------ | -------------- | ------- | -------------- |
| 1 | Becky James        | Storbritannien |         | Q              |
| 2 | Lee Hye-jin        | Sydkorea       | + 0.017 | Q              |
| 3 | Natasha Hansen     | New Zealand    | + 0.018 | Opsamlingsheat |
| 4 | Helena Casas Roige | Spanien        | + 0.092 | Opsamlingsheat |
| 5 | Stephanie Morton   | Australien     | + 0.111 | Opsamlingsheat |
| 6 | Kate O'Brien       | Canada         | + 0.244 | Opsamlingsheat |
| 7 | Miriam Welte       | Tyskland       | + 0.477 | Opsamlingsheat |

4. heat
| # | Rytter             | Nationalitet | Tid     | Bemærkning                 |
| - | ------------------ | ------------ | ------- | -------------------------- |
| 1 | Elis Ligtlee       | Holland      |         | Q                          |
| 2 | Simona Krupeckaitė | Litauen      | + 0.010 | Q                          |
| 3 | Lisandra Guerra    | Cuba         | + 0.100 | Opsamlingsheat             |
| 4 | Olga Ismaylova     | Aserbajdsjan | + 0.256 | Opsamlingsheat             |
| 5 | Shannon McCurley   | Irland       | + 0.431 | Opsamlingsheat             |
| 6 | Sandie Clair       | Frankrig     | + 0.555 | Opsamlingsheat             |
| 7 | Ljubov Basova      | Ukraine      |         | Deplaceret, Opsamlingsheat |

### Opsamlingsheat
1. heat
| # | Rytter               | Nationalitet | Tid     | Bemærkning |
| - | -------------------- | ------------ | ------- | ---------- |
| 1 | Martha Bayona Pineda | Colombia     |         | Q          |
| 2 | Stephanie Morton     | Australien   | + 0.085 |            |
| 3 | Virginie Cueff       | Frankrig     | + 0.144 |            |
| 4 | Olga Ismayilova      | Aserbajdsjan | + 0.145 |            |

2. heat
| # | Rytter              | Nationalitet | Tid     | Bemærkning |
| - | ------------------- | ------------ | ------- | ---------- |
| 1 | Ljubov Basova       | Ukraine      |         | Q          |
| 2 | Daria Shmeleva      | Rusland      | + 0.116 |            |
| 3 | Helena Casas Roige  | Spanien      | + 0.124 |            |
| 4 | Tania Calvo Barbero | Spanien      | + 0.199 |            |
| 5 | Monique Sullivan    | Canada       | + 0.306 |            |

3. heat
| # | Rytter              | Nationalitet | Tid     | Bemærkning |
| - | ------------------- | ------------ | ------- | ---------- |
| 1 | Laurine van Riessen | Holland      |         | Q          |
| 2 | Natasha Hansen      | New Zealand  | + 0.001 |            |
| 3 | Gong Jinjie         | Kina         | + 0.129 |            |
| 4 | Sandie Clair        | Frankrig     | + 0.800 |            |
| 5 | Miriam Welte        | Tyskland     | + 1.669 |            |

4. heat
| # | Rytter             | Nationalitet | Tid     | Bemærkning |
| - | ------------------ | ------------ | ------- | ---------- |
| 1 | Anastasija Vojnova | Rusland      |         | Q          |
| 2 | Kate O'Brien       | Canada       | + 0.175 |            |
| 3 | Lisandra Guerra    | Cuba         | + 0.260 |            |
| 4 | Shannon McCurley   | Irland       | + 0.268 |            |
| 5 | Olivia Podmore     | New Zealand  | + 0.423 |            |

### Semifinaler
1. semifinale
| # | Rytter               | Nationalitet | Tid     | Bemærkning           |
| - | -------------------- | ------------ | ------- | -------------------- |
| 1 | Kristina Vogel       | Tyskland     |         | Q                    |
| 2 | Elis Ligtlee         | Holland      | + 0.398 | Q                    |
| 3 | Anastasija Vojnova   | Rusland      | + 0.533 | Q                    |
| 4 | Lee Hye-jin          | Sydkorea     | + 1.046 | B-finale             |
|   | Zhong Tianshi        | Kina         |         | Deplaceret, B-finale |
|   | Martha Bayona Pineda | Colombia     |         | DNF, B-finale        |

2. semifinale
| # | Rytter              | Nationalitet   | Tid     | Bemærkning |
| - | ------------------- | -------------- | ------- | ---------- |
| 1 | Anna Meares         | Australien     |         | Q          |
| 2 | Becky James         | Storbritannien | + 0.011 | Q          |
| 3 | Ljubov Basova       | Rusland        | + 0.041 | Q          |
| 4 | Laurine van Riessen | Holland        | + 0.165 | B-finale   |
| 5 | Simona Krupeckaitė  | Litauen        | + 0.192 | B-finale   |
|   | Lee Wai Sze         | Hongkong       | DNF     | B-finale   |

### Finaler
Finale
| # | Rytter             | Nationalitet   | Tid     | Bemærkning |
| - | ------------------ | -------------- | ------- | ---------- |
| 1 | Elis Ligtlee       | Holland        |         |            |
| 2 | Becky James        | Storbritannien | + 0.033 |            |
| 3 | Anna Meares        | Australien     | + 0.038 |            |
| 4 | Anastasija Vojnova | Rusland        | + 0.111 |            |
| 5 | Ljubov Basova      | Ukraine        | + 0.152 |            |
| 6 | Kristina Vogel     | Tyskland       | + 0.163 |            |

B-Finale
| # | Rytter               | Nationalitet | Tid     | Bemærkning |
| - | -------------------- | ------------ | ------- | ---------- |
| 1 | Lee Wai Sze          | Hongkong     |         | 7. plads   |
| 2 | Lee Hye-jin          | Sydkorea     | + 0.059 | 8. plads   |
| 3 | Laurine van Riessen  | Holland      | + 0.140 | 9. plads   |
| 4 | Martha Bayona Pineda | Colombia     | + 0.220 | 10. plads  |
| 5 | Zhong Tianshi        | Kina         | + 0.445 | 11. plads  |
| 6 | Simona Krupeckaitė   | Litauen      | + 0.464 | 12. plads  |